# Dirty Rotten CD
Dirty Rotten CD è un album raccolta dei Dirty Rotten Imbeciles, pubblicato nel 2003 dalla Beer City Records.
L'album è la versione CD dell'album Dirty Rotten LP, e contiene ventidue tracce aggiuntive tra materiale dall'EP Violent Pacification del 1984, registrazioni live, demo e interviste.

## Tracce
1. I Don't Need Society
2. Commuter Man
3. Plastique
4. Why
5. Balance of Terror
6. My Fate to Hate
7. Who Am I
8. Money Stinks
9. Human Waste
10. Yes Ma'amv
11. Dennis' Problem
12. Closet Punk
13. Reaganomics
14. Sad to Be
15. War Crimes
16. Busted
17. Draft Me
18. F.R.D.C.
19. Capitalists Suck
20. Misery Loves Company
21. No Sense
22. Blockhead
23. Rather Be Sleeping *
24. No People *
25. Snap
26. Explorer
27. Running Around **
28. Couch Slouch **
29. To Open Closed Doors **
30. Violent Pacification **
31. Radio Interview #1 Part 1
32. We Are US *
33. I Don't Need Society *
34. Radio Interview #1 Part 2
35. Blockhead *
36. Radio Interview #1 Part 3
37. Radio Interview #2 Part 1
38. Commuter Man *
39. Radio Interview #2 Part 2
40. Yes Ma'am ***
41. Nursing Home Blues ***
42. Money Stinks ***
43. Louie Louie ***
44. Radio Interview #2 Part 3

* = Demo

** = Dall'EP Violent Pacification (1984).

*** = Registrata Live